# Кар'єр «Чімітірул каїлор»
Кар'єр «Чімітірул каїлор» (рум. Cariera „Cimitirul Cailor”) — пам'ятка природи геологічного або палеонтологічного типу в Калараському районі Молдови. Знаходиться на північ від села Пеулешти. Має площу 2 га. Об’єктом управляє акціонерне товариство «Păulești».